# Francesc Mariner
Francesc Mariner (* Januar 1720 in Barcelona; † Dezember 1789 ebenda) war ein katalanischer Organist und Komponist.

## Leben und Werk
Francesc Mariner war von 1742 bis zu seinem Tod 1789 Organist an der Kathedrale von Barcelona. In dieser Funktion war er Vorgänger und Lehrer seines Neffen Carles Baguer.
Sein kompositorisches Werk für Tasteninstrumente stellt einen Übergang von der Barocktradition auf der iberischen Halbinsel zu neuen Strömungen des Galanten Stils dar. Seine zwischen 1742 und 1784 datierten Werke bestehen aus zweiteiligen Sonaten, ähnlich wie sie von Domenico Scarlatti und Antoni Soler bekannt sind. Darüber hinaus schuf er Tientos und andere kontrapunktische Werke in einem dem Organisten Josep Elies angelehnten älteren Stil, so wie auch seine Zeitgenossen Joan Vila, Francesc Vilar und Anton Mestres.

## Überlieferung der Kompositionen
Die Manuskripte von Werken Francesc Mariners werden in verschiedenen Archiven in Katalonien aufbewahrt. Teile liegen im Archiv der Basilika Santa Maria de la Seu in Manresa, im Arxiu Històric Comarcal de Puigcerdà, im Diözesanarchiv von Girona, im regionalen historischen Archiv der Garrotxa in Olot und in der Biblioteca de Catalunya. Über die Hälfte der Quellen der Werke Mariners finden sich im Arxiu Històric Musical von Kloster Montserrat. Mariners Name taucht (zusammen mit weiteren barcelonesischen Organisten seiner Zeit) in der Autorenliste der Musiksammlung der Familie Nebra in Sevilla auf. Diese Tatsache belegt eine weitere Verbreitung seiner Werke. in früheren Zeiten. Bisher sind Quellen seiner Werke ausschließlich in katalanischen Archiven gefunden worden.